# Tarong-Nationalpark
Der Tarong-Nationalpark (englisch Tarong National Park) ist ein 15 Quadratkilometer großer Nationalpark in Queensland, Australien.

## Lage
Er liegt in der Region Wide Bay-Burnett im Hinterland der Sunshine Coast etwa 135 Kilometer nordwestlich von Brisbane und 196 Kilometer südwestlich von Hervey Bay. Die nächstgelegene Stadt ist Kingaroy, von hier erreicht man den Park über die Kingaroy-Booyar Road Richtung Süden. Nach etwa 30 Kilometern passiert man den Nationalpark auf Höhe des gleichnamigen Ortes Tarong. Unmittelbar im Osten liegt das Kohlekraftwerk Tarong. Bis auf einige unbefestigte Forststraßen, gibt weder öffentlich zugängliche Wege noch Besuchereinrichtungen.
In der Nachbarschaft liegen die Nationalparks The Palms,  Pidna und Bunya Mountains.

## Flora und Fauna
Der Nationalpark schützt bis zu 570 Meter hoch gelegenen Araukarienregenwald. Dieses, vor der Besiedlung durch die Europäer, weit verbreitete Ökosystem gedeiht vor allem auf nährstoffreichen Böden und wurde deshalb für landwirtschaftliche Zwecke und für Monokulturen von Neuguinea-Araukarie (Araucaria cunninghamii) großflächig gerodet. Heute sind geschätzt nur noch 10 bis 30 Prozent erhalten, davor nur geringe Teile in geschützten Gebieten, wie etwa Nationalparks.
Das zweite schützenswerte Ökosystem im Tarong-Nationalpark ist offener Eukalyptuswald aus Narrow-leaved Ironbark (Eucalyptus crebra) mit Unterholz aus Akazien-, Hoveas- und Korallenrauten-Arten.
Bisher wurden im Park neun schützenswerte Tierarten ausgemacht, zum Beispiel das Schwarzbrust-Laufhühnchen (Turnix melanogaster), der Weißbrauenhabicht (Accipiter novaehollandiae), der Schwalbensittich (Lathamus discolor), der Green Thighed Frog (Litoria brevipalmata) und die Goldspitzenfledermaus (Kerivoula papuensis).